# Fähre Bleckede–Neu Bleckede
Die Fähre Bleckede–Neu Bleckede ist eine Fährverbindung auf der Elbe in Niedersachsen zwischen Bleckede und Neu Bleckede im Landkreis Lüneburg.

## Fährverbindung
Die Elbfähre verbindet bei Elbkilometer 550,0 zwei Streckenabschnitte der Landesstraße 223 (L 223). Mit der Fährverbindung Darchau–Neu Darchau stellt sie die direkten Verkehrsverbindungen zwischen dem auf der rechten Elbseite liegenden Amt Neuhaus und dem linkselbischen Kreisgebiet des Landkreises Lüneburg her. Seit 1990 wird auf dieser Fährstelle das Schiff Amt Neuhaus eingesetzt.
Die Fähre verkehrt ganzjährig und setzt laufend zwischen beiden Anlegestellen über. Eine Überfahrt dauert ungefähr fünf Minuten. An Werktagen fährt die Fähre zwischen 5.00 und 23.00 Uhr, an Sonn- und Feiertagen von 9.00 bis 21.00 Uhr, im Sommer bis 21.30 Uhr.

## Geschichte
Zwischen Bleckede und Neu Bleckede verkehrt bereits seit mindestens 1888 eine Fähre. Zunächst handelte es sich um eine sogenannte Schrickfähre, bei der die Überfahrt mit Staken oder Rudern bewerkstelligt wurde. 1897 wurde eine Motorbarkasse zum Schleppen des Fährprahms gekauft. Die Prahmfähre wurde 1911 durch eine neue ersetzt, die weiterhin von einer Barkasse geschleppt wurde. Bis zum Kriegsende im Jahr 1945 wurde dieser Verkehr notdürftig aufrechterhalten, danach wurde der Fährverkehr durch die deutsche Teilung unterbrochen und eingestellt.
Mit der Öffnung der Grenzen zwischen der Bundesrepublik Deutschland und der Deutschen Demokratischen Republik wurde im November 1989 auch die Fährverbindung zwischen Bleckede im Landkreis Lüneburg und dem damals noch zum Kreis Hagenow gehörenden Neu Bleckede wieder aufgenommen, zunächst mit einem aus Zollenspieker ausgeliehenen Fährprahm. Nach der Einholung mehrerer Angebote entschied man sich im Frühjahr 1990, aus Cuijk das Fährschiff God med ons IV zu übernehmen und hiermit eine ständige Fährverbindung zwischen Bleckede und Neu Bleckede einzurichten.